# L'Odyssée du T-34
Pour plus de détails, voir Fiche technique et Distribution.
L'Odyssée du T-34 (Жаворонок, Zhavoronok) est un film soviétique réalisé par Nikita Kurikhin et Leonid Menaker, sorti en 1965.

## Synopsis
Des prisonniers de guerre soviétiques volent un char sur un site de test nazi et décide d'aller vers l'Allemagne.

## Fiche technique
- Titre : L'Odyssée du T-34
- Titre original : Жаворонок (Zhavoronok)
- Réalisation : Nikita Kurikhin et Leonid Menaker
- Scénario : Mikhail Dudin et Sergey Orlov
- Musique : Yakov Vaisburd
- Photographie : Viktor Karasyov et Nikolai Zhilin
- Montage : Raisa Izakson
- Société de production : Lenfilm Studio
- Société de distribution : Les Films Fernand Rivers (France)
- Pays :  Union soviétique
- Genre : Drame, historique et guerre
- Durée : 91 minutes
- Dates de sortie : 
  -  Union soviétique : 1er mai 1965
  -  France : 14 septembre 1966
- Affiche : Guy-Gérard Noël (France)

## Distribution
- Vyacheslav Gurenkov : Ivan
- Gennadiy Yukhtin : Pyotr
- Valeriy Pogoreltsev : Alyosha
- Valentins Skulme : Jean Peugeot

## Distinctions
Le film a été présenté en sélection officielle en compétition au Festival de Cannes 1965.